# کریستفور گیلکریست
کریستفور گیلکریست (به انگلیسی: Kristopher Gilchrist) (زادهٔ ۳ دسامبر ۱۹۸۳) شناگر اهل بریتانیا است.